# 2009年5月英國

## 5月20日
- 下院領袖夏雅雯計劃引入一系議員津貼改革，其中包括設立獨立組織制定議員薪津，她又指要結束下院猶如「紳士會所」的局面。BBC （页面存档备份，存于）
- 保守黨黨魁甘民樂再度要求提早召開大選，以恢復公眾對議會的信心，但被英揆白高敦拒絕。BBC （页面存档备份，存于）

## 5月19日
- 被指要為議員濫用津貼醜聞負責的下院議長邁克爾·馬丁，宣佈在6月21日辭任議長及議員職務，勢將成為下院300多年來首位被迫辭職的議長。馬丁表示辭職是為了讓議會「團結」。泰晤士報 （页面存档备份，存于）、BBC （页面存档备份，存于）
- 英國經濟進一步陷入衰退，最新公佈的4月消費物價指數錄得百分之1.2負增長。泰晤士報[]

## 5月18日
- 下院辯論中有議員公開要求議長邁克爾·馬丁就津貼醜聞辭職，議長未有正面回應。BBC （页面存档备份，存于）
- 倫敦的持刀罪案有改善跡象，警方指與近月加強截查青少年有關。泰晤士報[]

## 5月17日
- 保守黨及自由民主黨兩大反對黨支持向下院議長邁克爾·馬丁引入不信任動議，其中自由民主黨黨魁認為他要為議員濫支津貼醜聞辭職。泰晤士報 （页面存档备份，存于）、BBC （页面存档备份，存于）
- 德比郡一個音樂表演舞台部份倒塌，三人受傷，有關表演未有因意外腰斬。BBC （页面存档备份，存于）

## 5月16日
- 馬德琳·麥凱恩失蹤事件中的受害人父母擬控告葡萄牙警方一名前偵探誹謗。BBC （页面存档备份，存于）
- 工黨下院議員大衛·蔡特（David Chaytor）被指在2004年償清樓宇按揭後，再申請13,000英鎊的按揭津貼。BBC （页面存档备份，存于）

## 5月15日
- 就政府早前建議在敏感案件中，法院可以在沒有陪審團的情況下作秘密審訊，司法大臣施仲宏現表示政府已放棄有關建議。BBC （页面存档备份，存于）
- 司法部一名部長因涉嫌捲入國會議員濫用津貼醜聞而宣佈辭職，英揆白高敦表示一旦查明涉案官員無辜，會立即官復原職。BBC （页面存档备份，存于）

## 5月14日
- 兩名工黨上議院貴族議員被指接受「買票」，被院方裁定違反操守成立，被逐離國會六個月。BBC （页面存档备份，存于）
- 英國電信公佈去年年度損失達1.34億英鎊，計劃在今年內裁員15,000人，當中絕大部份為本土職工。BBC （页面存档备份，存于）

## 5月13日
- 保守黨有後座議員引入對下院議長邁克爾·馬丁的不信任動議。BBC （页面存档备份，存于）
- 衛生部長菲爾·霍普（Phil Hope）被要求交出濫支的41,709英鎊議員津貼，是至今所有牽涉的議員入面，濫支津貼最多的一位。泰晤士報 （页面存档备份，存于）、BBC （页面存档备份，存于）

## 5月12日
- 保守黨黨魁甘民樂憤斥黨內有議員捲入濫支津貼醜聞，聲言要有關議員退還公款。BBC （页面存档备份，存于）
- 消息指，政府內部有官員不滿下院議長邁克爾·馬丁在議員濫支津貼醜聞中表現失當，要求他早日辭職。泰晤士報 （页面存档备份，存于）

## 5月11日
- 兩名伊拉克人被控在2003年美英進攻伊拉克期間，謀殺兩名英兵，今在巴格達開審。BBC （页面存档备份，存于）
- 對於傳媒連串揭露各黨派國會議員濫用津貼一事，英揆白高敦為此代為道歉。BBC （页面存档备份，存于）
- 《每日電訊報》進一步披露國會議員濫用津貼的醜聞，今次包括保守黨影子內閣閣員，保守黨黨魁甘民樂承認問題存在。BBC （页面存档备份，存于）
- 匯豐控股首季盈利因呆壞賬上升而下跌。泰晤士報 （页面存档备份，存于）

## 5月10日
- 有資深工黨議員建議應儘早設立一獨立審計機構，專門監管國會議員的支出用度，以挽回公眾信心。BBC （页面存档备份，存于）
- 衛生部證實多七宗豬流感個案，令英國確診個案總數上升至55宗。BBC （页面存档备份，存于）

## 5月9日
- 《每日電訊報》再披露新一批國會議員涉嫌無理支取津貼的名單，當中包括有工黨政府的初級官員。BBC （页面存档备份，存于）
- 皇家郵政計劃以郵車淘汰不少地區的單車送信服務，受到環保團體批評，而職方則擔心計劃會連帶合併部份郵局。泰晤士報 （页面存档备份，存于）

## 5月8日
- 《每日電訊報》收到消息披露13名工黨政府官員無理支取議員津貼的證據，英揆白高敦等一眾官員澄清否認。泰晤士報 （页面存档备份，存于）、BBC （页面存档备份，存于）
- 有鋼鐵企業計劃減少位於蒂斯塞德的廠房產量，2,000名員工可能面臨失業。BBC （页面存档备份，存于）

## 5月7日
- 政府的退伍踞喀兵居英方案遭各界猛烈抨擊後，內政部只願放寬讓多100名退伍踞喀兵申請居英。泰晤士報 （页面存档备份，存于）
- 英倫銀行維持利率於0.5%，另外表示將向經濟體系注入多500億英鎊。BBC （页面存档备份，存于）

## 5月6日
- 政府計劃，首張給予英國護照持有人的國民身份證，將於本年秋季率先在曼徹斯特發出。BBC （页面存档备份，存于）
- 下院財政委員會表示，財相戴理德的《財政預算案》對經濟復甦的預測過份樂觀。BBC （页面存档备份，存于）

## 5月5日
- 英國的豬流感個案總數上升至27宗，迄感有4間學校須要停課。泰晤士報 （页面存档备份，存于）
- 政府開始向國民寄出單張，教授如何預防豬流感。BBC （页面存档备份，存于）

## 5月4日
- 英國本土證實多9宗豬流感個案。BBC （页面存档备份，存于）
- 工黨副黨魁夏雅雯澄清自己「不想當首相」，無意挑戰白高敦的領導地位。BBC （页面存档备份，存于）

## 5月3日
- 工黨上議院議員烏丁女男爵（Baroness Uddin）被指以肯特郡一座空置多年的住宅，向政府申領100,000英鎊的房屋津貼。泰晤士報 （页面存档备份，存于）
- 衛生大臣莊翰生表態支持英揆白高敦，並謂白氏「比起他或任何人更適合出任首相」。BBC （页面存档备份，存于）

## 5月2日
- 自民黨前黨魁阿什頓勳爵表示有工黨資深黨員對政府表現感到失望，部份決定如果工黨在下次大選被擊敗，不排除轉投自民黨。BBC （页面存档备份，存于）
- 政府正就超過600個疑似豬流感樣本進行測試，而英國確診個案上升至13人。BBC （页面存档备份，存于）

## 5月1日
- 一名未曾到訪墨西哥的公立醫院男文職人員懷疑染上A型H1N1流感，如果屬實，將成為英國首位經人傳人而染病的案例。BBC （页面存档备份，存于）
- 前工黨內政大臣及現任下院議員祈卓禮表示，工黨政府過去一星期的表現令他以「身為工黨議員為恥」。BBC （页面存档备份，存于）

| 依月份排列新聞動態 |
| \| - 2014年英國：1月 - 2月 - 3月 - 4月 - 5月 - 6月 - 7月 - 8月 - 9月 - 10月 - 11月 - 12月 - 2013年英國：1月 - 2月 - 3月 - 4月 - 5月 - 6月 - 7月 - 8月 - 9月 - 10月 - 11月 - 12月 - 2012年英國：1月 - 2月 - 3月 - 4月 - 5月 - 6月 - 7月 - 8月 - 9月 - 10月 - 11月 - 12月 - 2011年英國：1月 - 2月 - 3月 - 4月 - 5月 - 6月 - 7月 - 8月 - 9月 - 10月 - 11月 - 12月 - 2010年英國：1月 - 2月 - 3月 - 4月 - 5月 - 6月 - 7月 - 8月 - 9月 - 10月 - 11月 - 12月 - 2009年英國：1月 - 2月 - 3月 - 4月 - 5月 - 6月 - 7月 - 8月 - 9月 - 10月 - 11月 - 12月 - 2008年英國：1月 - 2月 - 3月 - 4月 - 5月 - 6月 - 7月 - 8月 - 9月 - 10月 - 11月 - 12月 檢閱 \| |
| - 2014年英國：1月 - 2月 - 3月 - 4月 - 5月 - 6月 - 7月 - 8月 - 9月 - 10月 - 11月 - 12月 - 2013年英國：1月 - 2月 - 3月 - 4月 - 5月 - 6月 - 7月 - 8月 - 9月 - 10月 - 11月 - 12月 - 2012年英國：1月 - 2月 - 3月 - 4月 - 5月 - 6月 - 7月 - 8月 - 9月 - 10月 - 11月 - 12月 - 2011年英國：1月 - 2月 - 3月 - 4月 - 5月 - 6月 - 7月 - 8月 - 9月 - 10月 - 11月 - 12月 - 2010年英國：1月 - 2月 - 3月 - 4月 - 5月 - 6月 - 7月 - 8月 - 9月 - 10月 - 11月 - 12月 - 2009年英國：1月 - 2月 - 3月 - 4月 - 5月 - 6月 - 7月 - 8月 - 9月 - 10月 - 11月 - 12月 - 2008年英國：1月 - 2月 - 3月 - 4月 - 5月 - 6月 - 7月 - 8月 - 9月 - 10月 - 11月 - 12月 檢閱       |